# Alte Kapelle (Heidelberg-Wieblingen)

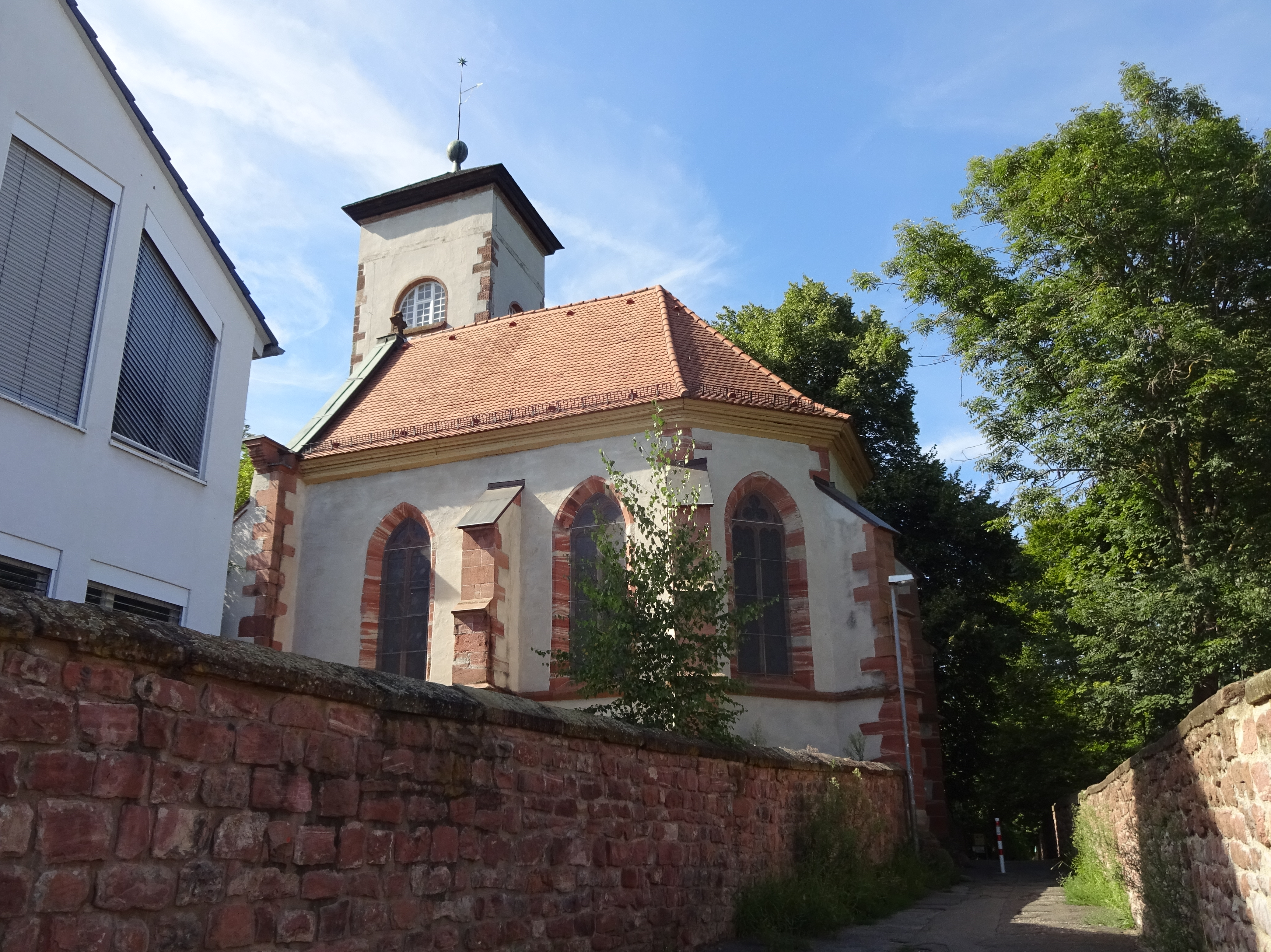
Alte Kapelle Wieblingen

Die Alte Kapelle im ehemaligen Schlosspark des Heidelberger Stadtteils Wieblingen dient als Schulkapelle der Elisabeth-von-Thadden-Schule. Sie besteht aus Resten der ehemaligen Wieblinger Pfarrkirche.

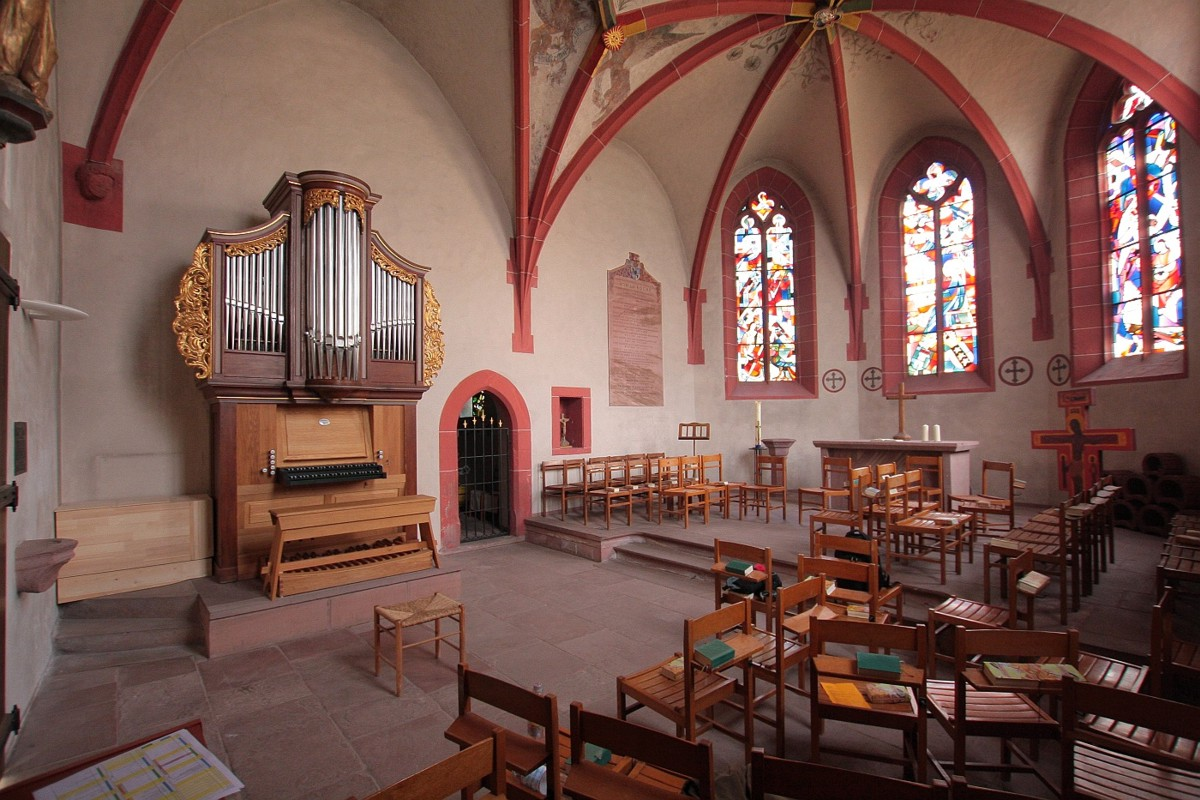
Innenansicht

Von der Alten Pfarrkirche sind Turm, Chor und Sakristei erhalten. Die Kirche geht auf eine frühe Eigenkirche des Klosters Lorsch zurück, die unter Abt Gerbodo (951–972) neu gebaut wurde. Der Unterbau des Turmes stammt von dieser Kirche aus dem 10. Jahrhundert, der obere Teil des Turms wurde 1809/10 im klassizistischen Stil erneuert. Im 15. Jahrhundert wurden Langhaus und Chor neu errichtet und den beiden Heiligen Valentin und Bartholomäus geweiht. 
Mit der Reformation wurde die Kirche protestantisch und diente bis Anfang des 20. Jahrhunderts der wachsenden evangelischen Gemeinde Wieblingen als Pfarrkirche. Nach der Vollendung eines größeren Neubaus, der ca. 250 m entfernten Kreuzkirche, im Jahr 1906 wurde das Langhaus abgetragen. Im polygonal geschlossenen spätgotischen Chor mit Rippengewölbe und reliefierten Schlusssteinen befinden sich Malereien aus dem frühen 16. Jahrhundert: Christus als Weltenrichter, Evangelistensymbole und Pflanzenmotive.
Die Kapelle verfügt über eine Orgel mit zwei Manualen und sieben Registern.